# Башня на Набережной
«Башня на Набережной» — комплекс из трёх зданий разной этажности на 10-м участке района Московского международного делового центра. 
11 октября 2004 года сдана в эксплуатацию 17-этажная башня, в октябре 2005 — 27-этажная башня. Строительство самой высокой третьей башни с 59 этажами началось в январе 2005 и завершилось 9 ноября 2007 года. До окончания строительства комплекса Город Столиц в 2009 году «Башня на Набережной» была самым высоким зданием Европы.

## История
Летом 2003 года компания Enka приступила к строительству первой очереди комплекса, разработанного архитекторами Инаном Вехби и Остюрком Олджаем. Блок А «Башни на Набережной» общей площадью 39,8 тысячи м2 был открыт 11 октября 2004 года. Благодаря тому, что проект «Башни на Набережной» был разбит на три этапа, компания Enka смогла раньше приступить к строительству, отложив согласование самой сложной высотной части. В результате 17-этажный корпус стал первым возведённым зданием в Сити, не считая «Башни 2000», расположенной на другом берегу реки. Благодаря спросу застройщику удалось сдать все офисные площади за 4 месяца до сдачи объекта.
В октябре 2005 года был сдан 27-этажный блок с арендуемой площадью 29,2 тыс. м2. К началу 2007 года, когда «Башня на Набережной» оставалась всё ещё единственным действующим комплексом в «Сити», офисы в двух корпусах снимали около 40 компаний, в том числа Alcoa, Citibank, IBM, GE, KPMG, Lucent Technologies, Procter & Gamble. Однако арендаторы столкнулись с неразвитой инфраструктурой строящегося Сити и с тем, что на 7000 человек приходится только 1200 машиномест в 4-уровневом подземном паркинге.
Строительство блока С началось в январе 2005 года и завершилось в последнем квартале 2007 года. 59-этажная башня оказалась на 4 метра выше московского Триумф-Паласа и стала самым высоким зданием России и Европы. Корпус включает 1,1 тыс. м2 торговых площадей и 108 тыс. м2 арендуемых площадей. 
Обладая собственной производственной базой, Enka не нуждалась в объёмных кредитах и строила на собственные средства. Общий объем инвестиций оценивается в 200 млн $. К началу финансового кризиса практически все площади в комплексе были уже сданы.

## Транспортная доступность
В пешей доступности расположены станции  Деловой центр и  Москва-Сити Филёвской линии,  Деловой центр Большой кольцевой линии, а также  Деловой центр Солнцевской линии метро и станция  Москва-Сити Московского центрального кольца. В непосредственной близости от комплекса расположено Третье транспортное кольцо и Кутузовский проспект (последний — на другом берегу реки).

## Ход строительства

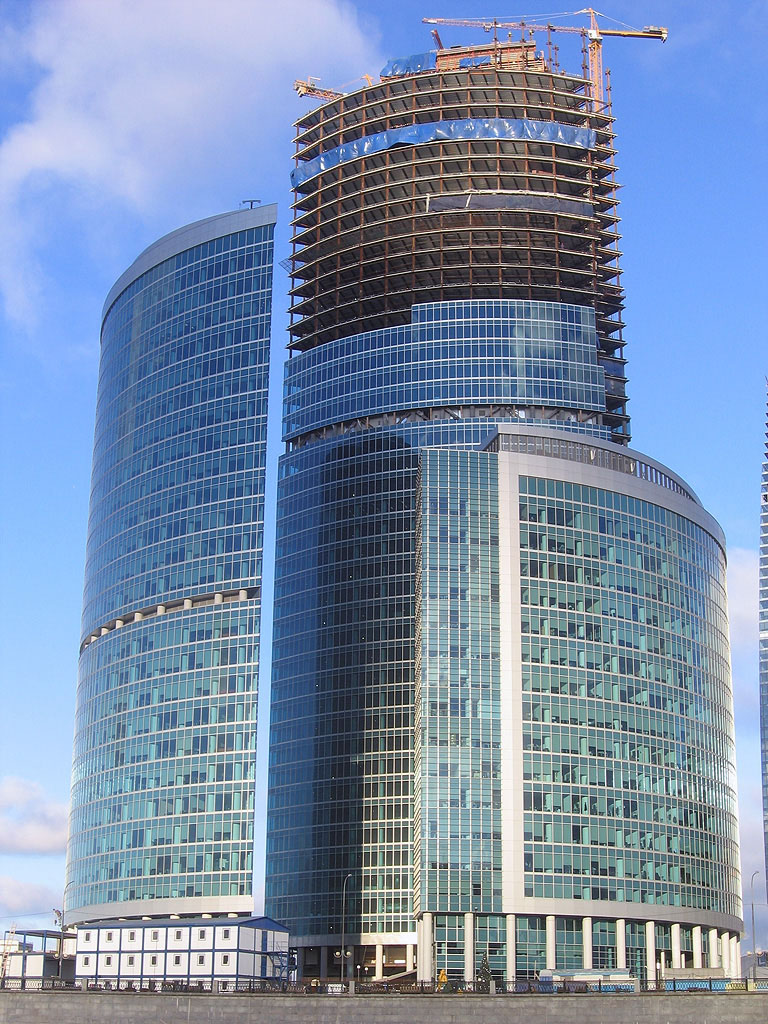
19 декабря 2006
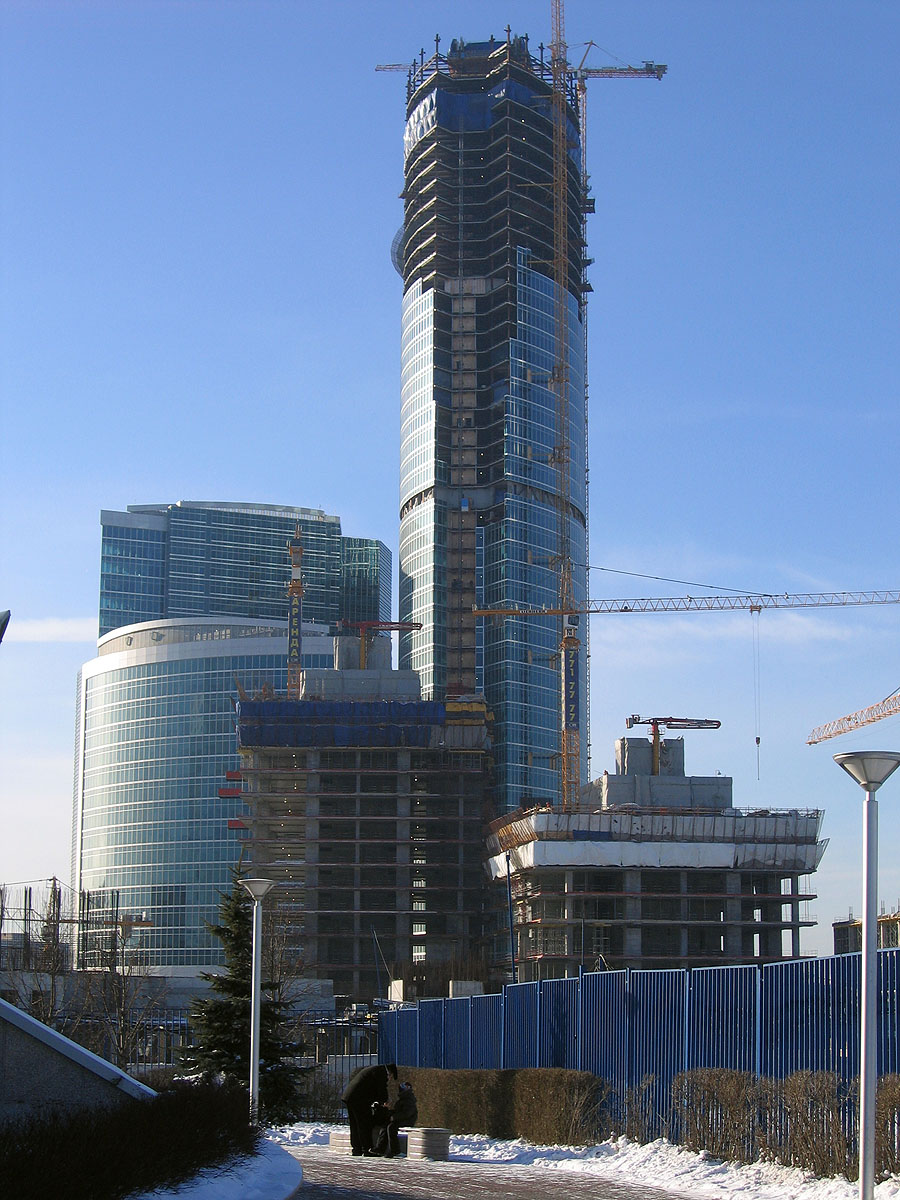
30 января 2007
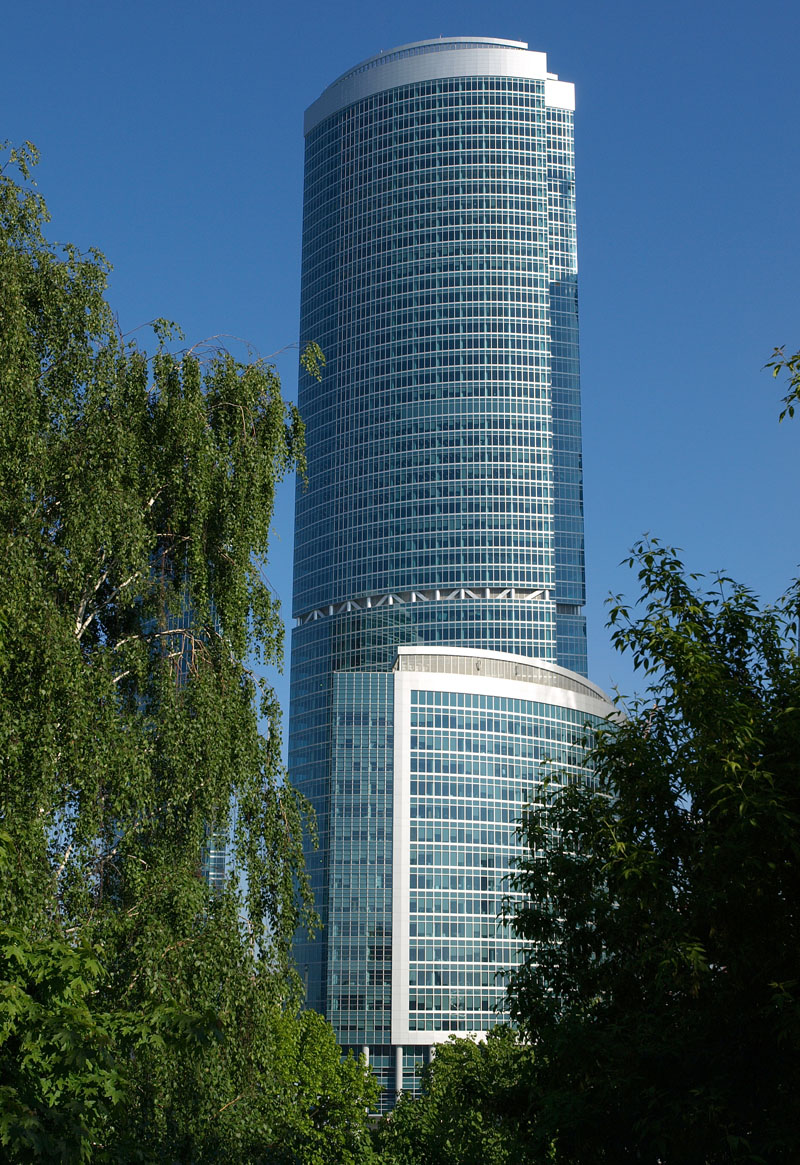
16 мая 2008
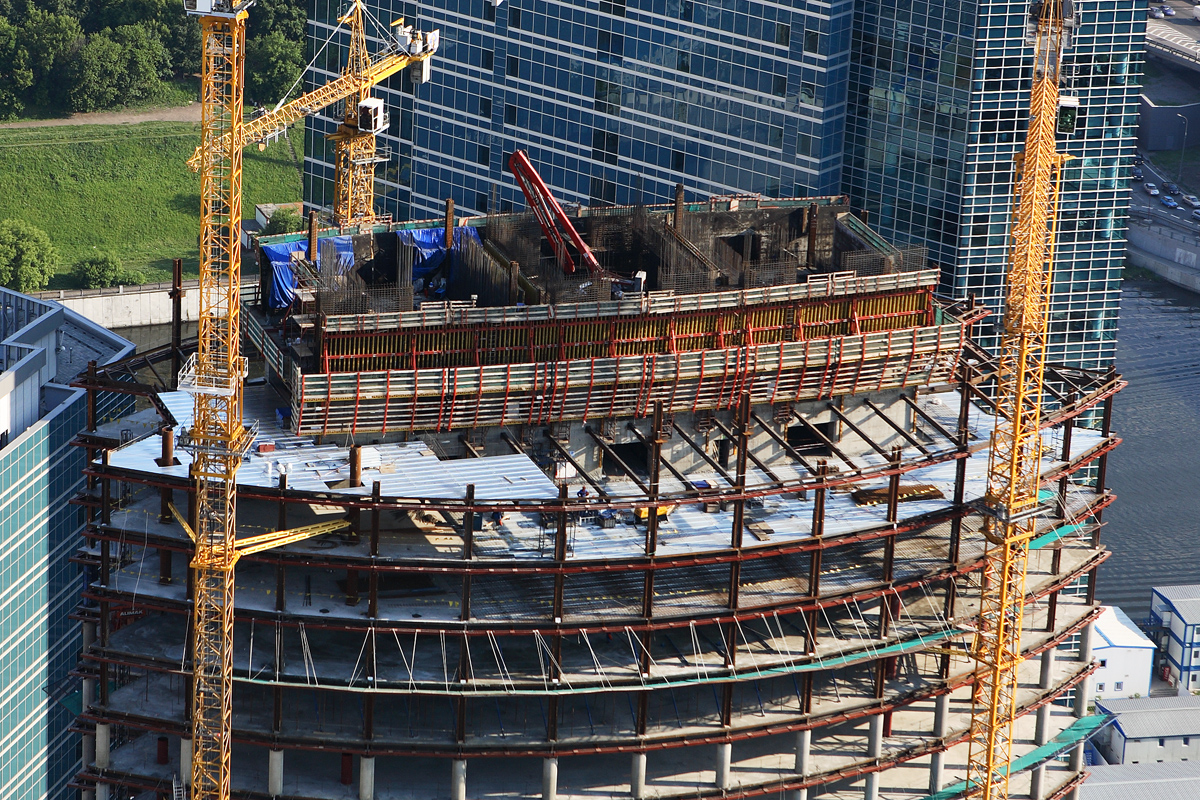
20 июня 2006 (строительство башни С)
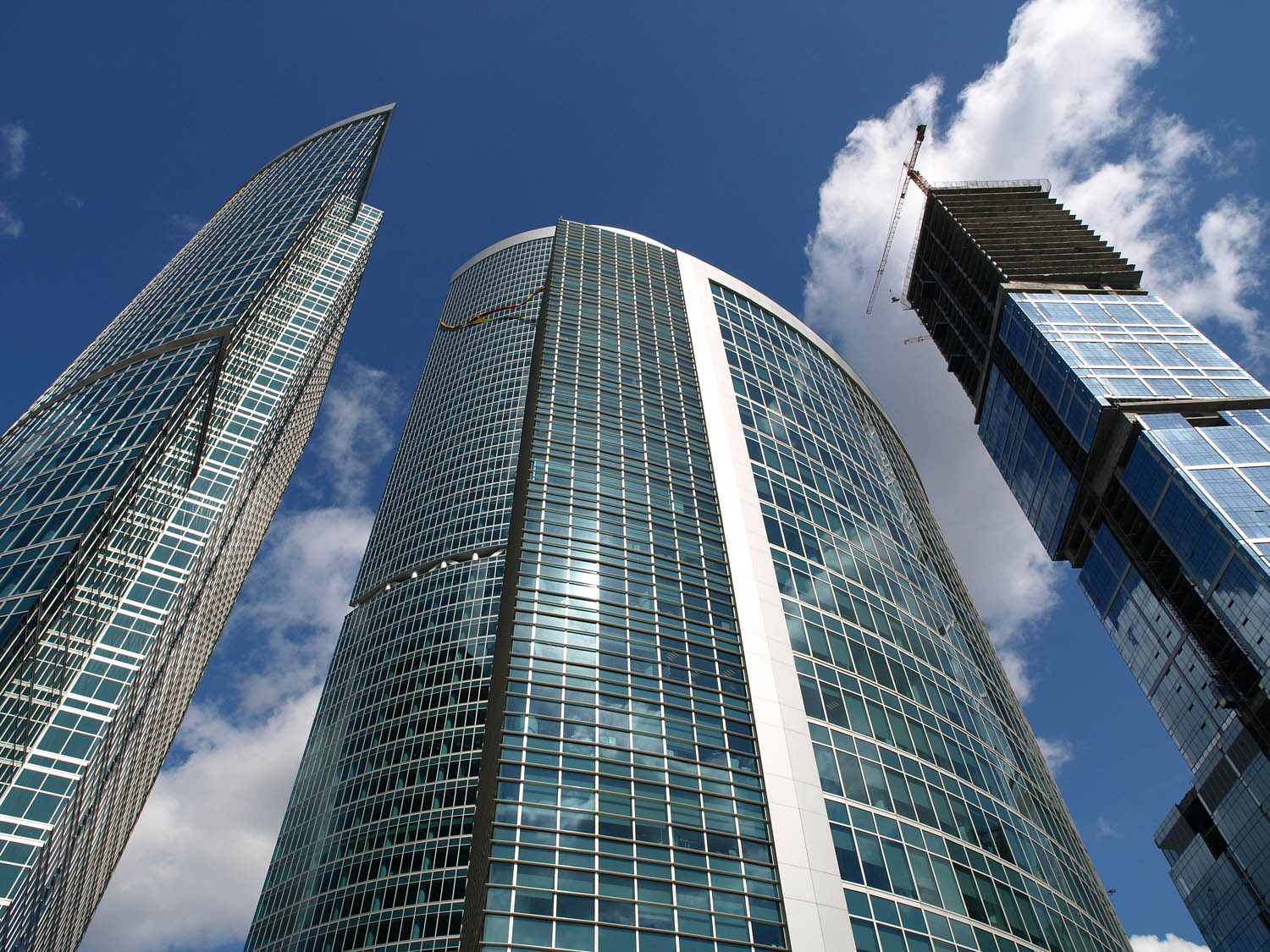
16 мая 2008